# Molly Manning Walker
Molly Manning Walker, née le 14 septembre 1993, est une directrice de la photographie et une réalisatrice de cinéma basée à Londres, dont des créations cinématographiques ont été à plusieurs sélectionnées au Festival de Cannes, et le film  How to Have Sex a été primé (prix Un certain regard) en 2023.

## Biographie
Née en 1993, elle est diplômée du NFTS (National Film and Television School). Son film de fin d'études, November 1st, a remporté le bronze aux Student Academy Awards, et a été nommé à Camerimage en 2019.
Elle acquiert aussi une  notoriété par un de ses courts métrages de 2020 Good Thanks, You? qui a été sélectionné à la Semaine Internationale de la Critique à Cannes.
Le premier long métrage de Molly Manning Walker, How to Have Sex, remporte le prix Un certain regard Festival de Cannes 2023. C'est un film sur les questions du consentement et du viol, sa caméra ne filmant pas les scènes sexuelles du scénario mais se focalisant sur les émotions : « Je pense qu’en tant que femmes nous connaissons trop cette expérience. Nous n’avons pas besoin d’être à nouveau traumatisées ».